# Kraftwerk Tomatō-Atsuma
Das Kraftwerk Tomatō-Atsuma ist ein Kohlekraftwerk in der japanischen Stadt Atsuma. Mit einer installierten Leistung von 1.650 Megawatt deckt es die Hälfte des Strombedarfs der Insel Hokkaidō ab.

## Geschichte

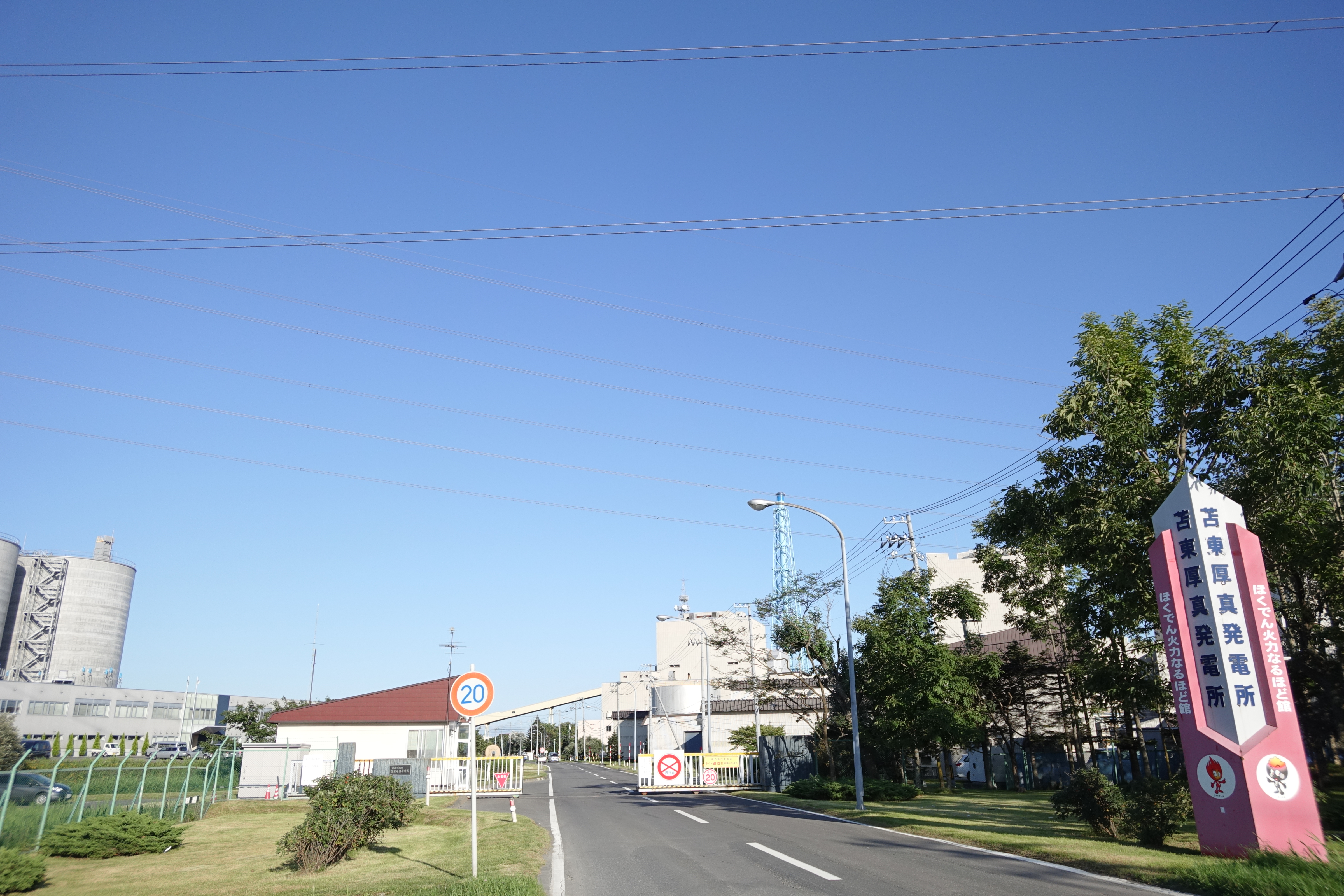
Eingangstor

Der erste Block des Kraftwerks ging im Oktober 1980 in Betrieb, bis 2002 wurden weitere Blöcke in Betrieb genommen.
Beim Hokkaidō-Erdbeben am 6. September 2018 wurden alle drei aktiven Kraftwerksblöcke beschädigt, der Betrieb des Kraftwerks wurde eingestellt. Dadurch fiel der Strom auf ganz Hokkaidō aus. Nach Reparaturen und dem Austausch einzelner Komponenten konnten ab 10. Oktober 2018 wieder alle Kraftwerksblöcke regulär betrieben werden.

## Kraftwerksblöcke
Das Kraftwerk hat vier Blöcke. Der Betrieb von Block drei, der mittels experimenteller Wirbelschichtfeuerung (Pressurized Fluidized Bed Combustion bzw. PFBC) betrieben wurde, wurde 2005 wieder eingestellt.
| Block | Max. Leistung (MW) | Betriebsbeginn | Dampfkessel     | Turbine | Generator |
| ----- | ------------------ | -------------- | --------------- | ------- | --------- |
| 1     | 350                | 1980           | Babcock-Hitachi | Toshiba | Toshiba   |
| 2     | 600                | 1985           | IHI             | Hitachi | Hitachi   |
| 3     | 85                 | 1998           | MHI             | MHI     | Melco     |
| 4     | 700                | 2002           | IHI             | Hitachi | Hitachi   |